# 氟他胺
氟他胺（英語：Flutamide），是一种口服非類固醇類抗雄性激素藥品，主要用於治療前列腺癌。氟他胺也可以用於治疗女性體內雄性激素有過高的疾病，特別是有多囊卵巢综合征（PCOS）的女性。氟他胺的商品名為Eulexin，由先灵葆雅藥廠生產。
因新一代藥物比卡鲁胺副作用較少，氟他胺已經被這類藥物取代。

## 適應症

### 前列腺癌
氟他胺會与睪酮和其活性代謝产物双氢睾酮（DHT）競爭雄性激素受體，从而抑制肿瘤的生長。

### 性别肯定激素治疗
氟他胺可以用於跨性别女性的性别肯定激素治疗（GAHT）。但是，因為用於攝護腺癌有肝毒性的相關報告，并不推荐作为首选用药。其他替代藥物包括醋酸环丙孕酮或者螺内酯等。

## 副作用
除了上述有提到的作用外，氟他胺還可能引起男性女乳症，而它莫西芬可一定程度缓解此不良反应。此外，氟他胺可能輕微的肝損傷，但在往往停止使用藥物之後就會恢復。因为副作用较多，氟他胺已经逐渐被比卡鲁胺等药物取代。

## 藥物動力學
吸收之後，氟他胺會被很快的經由α-羟基化而變成活性代謝物——羟氟他胺。它會被代謝为多种形式而經尿液排泄。最常見的形式是 2-氨基-5-硝基-4-(三氟甲基)酚。
药物作用時間较短，所以常见的剂量是三次/天。

## 化學分类
跟它所競爭的荷爾蒙不同，氟他胺並非類固醇，而是去有取代基的苯胺，所以它被稱為非類固醇。